# Prowincja Lai Châu
Lai Châu wymowaⓘ – prowincja Wietnamu, znajdująca się w północno-zachodniej części kraju, w Regionie Północno-Zachodnim. Na północy prowincja graniczy z Chińską Republika Ludową.

## Podział administracyjny
W skład prowincji Lai Châu wchodzi sześć dystryktów.
- Dystrykty:

1. Lai Châu
2. Mường Tè
3. Phong Thổ
4. Sìn Hồ
5. Tam Đường
6. Than Uyên